# Ana de Sajonia

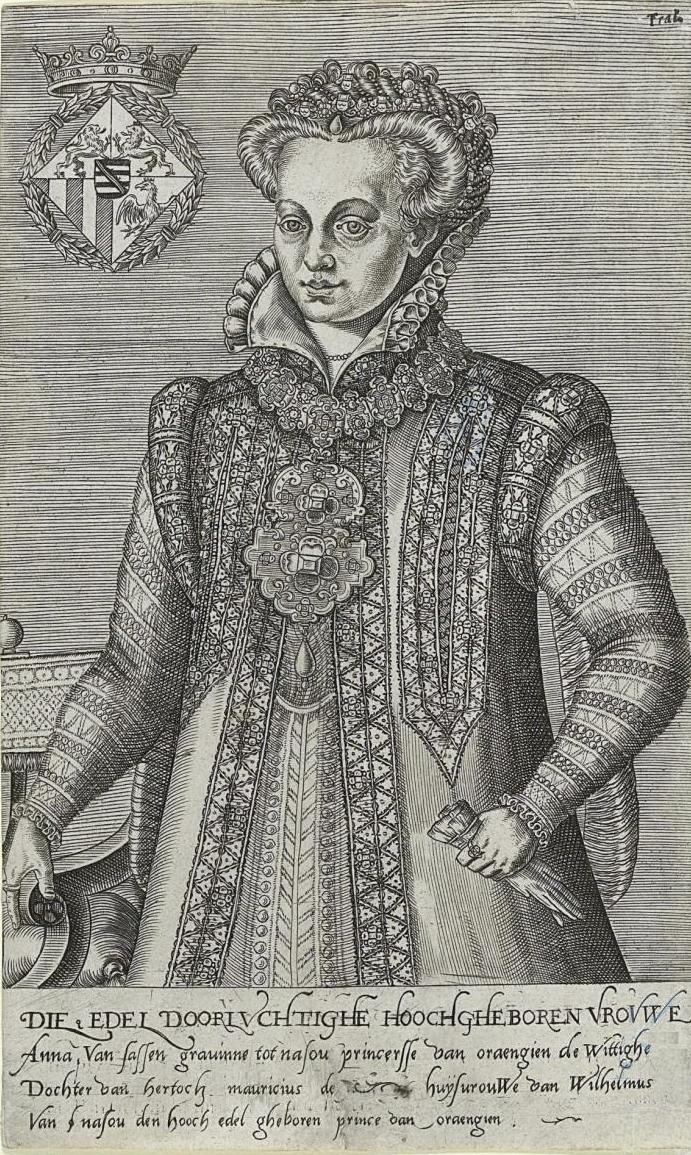

Ana de Sajonia (Dresde, 23 de diciembre de 1544-18 de diciembre de 1577) fue la única hija y heredera del elector Mauricio de Sajonia, y de Inés, hija mayor del landgrave Felipe I de Hesse. Fue la segunda esposa de Guillermo de Orange.
Ana tenía fama de ser una mujer poco atractiva, pero la riqueza y nobleza de su rango atrajo a  numerosos pretendientes. El 25 de agosto de 1561 se casó con Guillermo de Orange, con quien tuvo cinco hijos:
- Ana (1562), fallecida en la infancia.
- Ana de Nassau (1563-1588), se casó con Guillermo Luis de Nassau.
- Mauricio Augusto Felipe (1564-1566), fallecido en la infancia.
- Mauricio de Nassau (1567-1625), estatúder y Príncipe de Orange.
- Emilia de Nassau (1569-1629), se casó con el príncipe Manuel de Portugal (1568-1638), hijo del prior de Crato, pretendiente a la Corona lusa.

Ana tenía un carácter inestable, cambiante entre la melancolía, la violencia y el impulso suicida. Su personalidad impredecible terminó cansando a su marido Guillermo y a la ciudadanía. Sin embargo, algunos autores actuales ponen en duda ese carácter y lo atribuyen a una campaña de descrédito por parte de su marido para hacerse con todos sus bienes.
Embarazada de su abogado, Jan Rubens, dio a luz una hija ilegítima, Cristina, el 22 de agosto de 1571. Enterado Guillermo, en aquel tiempo ocupado en la guerra de los Ochenta Años con España, mandó arrestar a Rubens y apartó de ella a sus tres primeros hijos sobrevivientes, a los que Ana no volvería a ver nunca más. Jan Rubens sería liberado y retornaría a su esposa legítima, con quien llegaría a ser padre del famoso pintor Peter Paul Rubens.
Pero nunca se ha podido demostrar que la niña resultante, Cristina, no fuera en verdad de Guillermo. El líder rebelde mandó arrestar a Rubens para torturarlo. Ana fue presionada: o confesaba su infidelidad o Rubens sería ejecutado. Como resultado de ello, se declaró culpable el 26 de marzo de 1571.
Hacia 1571, la Casa de Orange estaba prácticamente en la ruina y, con el duque de Alba afianzando su poder en los Países Bajos, Guillermo pasaba por uno de sus momentos más bajos, habiendo perdido recientemente a su hermano (Adolfo), sus posesiones y sus cargos. A consecuencia de ello, Orange buscó la manera de divorciarse de Ana sin renunciar a su dote, lo cual consiguió propagando los rumores más deformados y otorgándole un exagerado apetito sexual.
El jefe rebelde, Guillermo de Orange, convenció a Europa de que Ana de Sajonia había perdido el juicio y se merecía aquel destino, del mismo modo que convenció a la mayoría de que Felipe II había recluido y asesinado a su hijo primogénito, Carlos de Austria , en el Alcázar de Madrid.
Ana fue enviada al castillo de Beilstein junto con su hija Cristina. Allí su carácter se volvió todavía más excéntrico, sufriendo alucinaciones y ataques de cólera. Cristina fue apartada de su lado y enviada a vivir con sus hermanastros. Guillermo anuló su matrimonio, volviendo a casarse dos veces más. Ana pasó el resto de sus días en Dresde, donde murió en 1577 a los 32 años de edad. Fue enterrada en la catedral de Meissen en una tumba anónima.
- Datos: Q76488
- Multimedia: Anna of Saxony, Princess of Orange / Q76488